# Bezpečnostní dilema

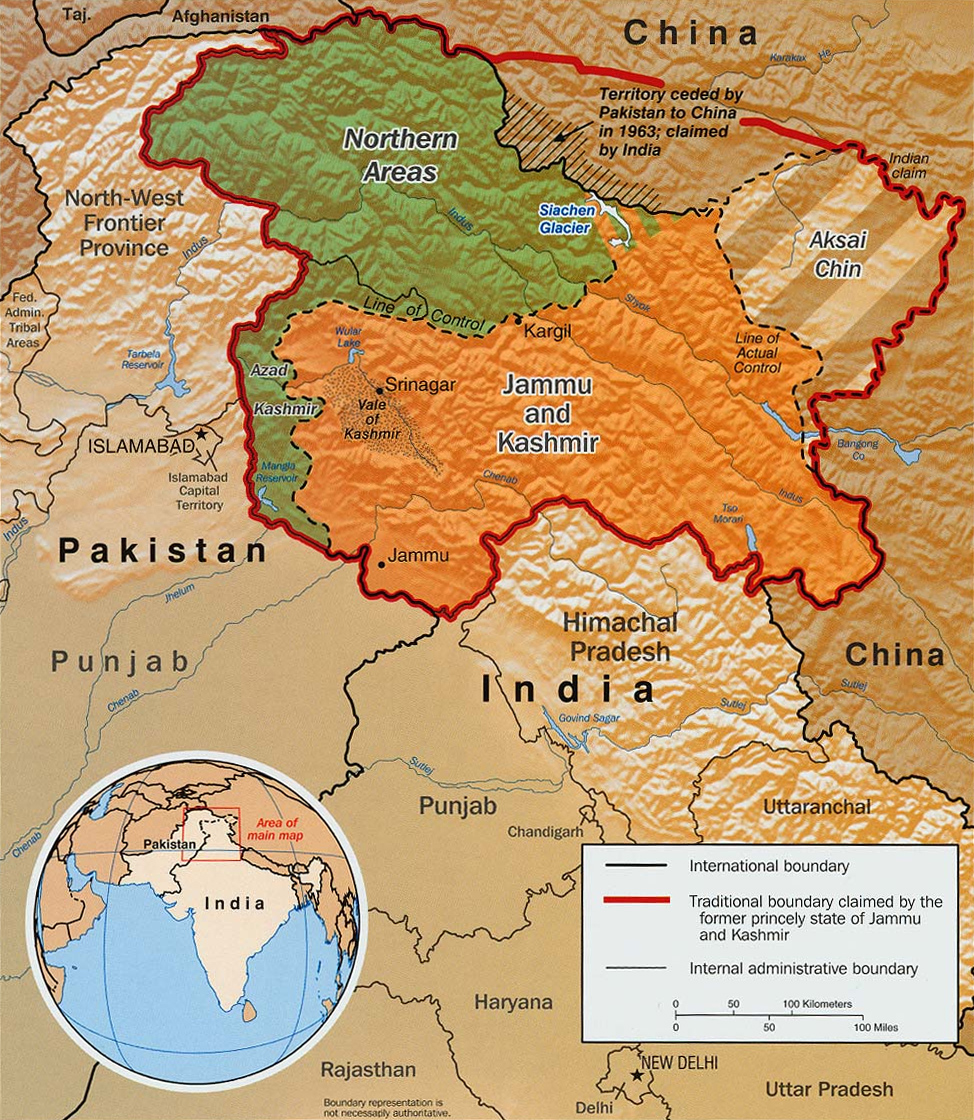
Bezpečnostní nejistota v indicko-pákistánských vztazích způsobená sporem o oblast Kašmíru je příkladem bezpečnostního dilematu v regionálním měřítku

Bezpečnostní dilema je termínem z oblasti mezinárodních vztahů, který označuje situaci mezi dvěma či více státy bez stabilních bezpečnostních vztahů, mezi kterými se vyskytuje bezpečnostní nejistota. V této situaci bývá i čistě defenzivně pojatá politika jednoho státu, jako je např. uzavírání spojeneckých smluv, smluv o neútočení či opevňování hranic, chápána druhou stranou jako potenciální bezpečnostní ohrožení či ofenzivní hrozba: spojenecká smlouva pak budí u nezúčastněného pocit, že se zúčastnění hodlají spojit proti němu, pakt o neútočení může sugerovat totéž a budit dojem, že potenciální útočník se již chystá k útoku a zajišťuje si krytá záda a opevňování hranic zase fakt, že si hodlá uvolnit větší množství jednotek pro ofenzívní operace ve válce, kterou očekává. U méně jednoznačných kroků, jako je posílení ozbrojených složek či mobilizace to pochopitelně platí dvojnásob. V případě, že druhá strana reaguje ze svého pohledu podobnými opatřeními, může dojít k dalšímu stupňování napětí, které může mít za následek závody ve zbrojení či vypuknutí konfliktu.
Neřešené bezpečnostní dilema může skončit eskalací konfliktu, aniž by po něm jedna ze stran primárně toužila. Obvykle k eskalaci dojde, použije-li stát jako defenzivní strategii preventivní resp. preemptivní zásah, tedy zákrok z pohledu druhé strany jednoznačně ofenzivní.
V rámci teorie mezinárodních vztahů je koncept bezpečnostního dilematu hojně využíván realistickou školou.
Z globálního pohledu došlo k bezpečnostnímu dilematu v některých fázích Studené války. Regionálně odpovídá situace vztahům mezi Indií a Pákistánem.
V současném českém prostředí se tato problematika dotýká plánovaného rozšíření systému protiraketové obrany Spojených států, kdy je de facto defenzivní vojenská technologie některými označována za ofenzivní hrozbu. Vyjadřuje se tak například Ruská federace.